# Аронсон, Эва
Эва Аронсон (англ. Eva Aronson; 2 марта 1908, Линчёпинг — 8 января 1999, Мортон-Гров, Иллинойс) — американская шахматистка, международный мастер (1972) среди женщин.
В составе сборной США участница 3-й Олимпиады (1966) в Оберхаузене. Чемпионка США (1972).

## Биография
В 1950-х — 1970-х годах Аронсон была одной из ведущих шахматисток в Соединенных Штатах, выиграв женский чемпионат страны по шахматам в 1972 году. Она четыре раза выигрывала открытый чемпионат США среди женщин: в 1953, 1961, 1969 и 1973.
В 1967 году приняла участие в турнире претенденток в Суботице и заняла 18-е место. 
В 1972 году была удостоена звания международного мастера среди женщин ФИДЕ (WIM). 
В 1973 году участвовала в межзональном турнире женского чемпионата мира по шахматам на Менорке и заняла 17-18-е место.

## Личная жизнь
Была замужем за шахматистом Нинусом Аронсоном (1897—1984). Детей не было.

## Изменения рейтинга
| Графики недоступны из-за технических проблем. См. информацию на Фабрикаторе и на mediawiki.org. |